# جايسون هوبسون
جايسون هوبسون (بالإنجليزية: Jason Hobson)‏ هو لاعب اتحاد الرغبي بريطاني، ولد في 10 فبراير 1983 في سوانزي في المملكة المتحدة.

## وصلات خارجية
- جايسون هوبسون على موقع دوري الرغبي الممتاز (الإنجليزية)
- جايسون هوبسون عل موقع إسبنسكروم (الإنجليزية)
- جايسون هوبسون على موقع ItsRugby.co.uk (الإنجليزية)